# Bollwerk (Musikgruppe)
Bollwerk ist eine deutsche Rechtsrock-Band der 1990er Jahre aus Hoyerswerda und gilt für diese Zeit als Aushängeschild der Rechtsrock-Szene. Die Gruppe tritt weiterhin unter den Namen „hart und heftig“ auf und veröffentlicht Musik unter diesen Namen.

## Geschichte
Die Gruppe wurde 1992 in Hoyerswerda gegründet. Der Sänger der Gruppe ist Ralf Anger, der in der Vergangenheit laut Staatsanwaltschaft „in größerem Umfang“ mit Crystal Meth gehandelt hat. Die Band tritt in den letzten Jahren eher sporadisch auf. Steven Schar verstarb bereits vor Jahren.

## Diskografie
- 1993: Uns’re Stunde (Skull Records)
- 1994: Ewig für Dich kämpfen (Skull Records)
- 1999: Unveröffentlichte Lieder 1991–1993
- 1996: Hart und heftig – Lieder zum Bier
- 199X: Hart und heftig – Hoyerswerda
- 2002: Die besten Jahre
- 2006: Jungs aus Hoyerswerda